# 2012年8月逝世人物列表
2012年逝世人物列表：1月 - 2月 - 3月 - 4月 - 5月 - 6月 - 7月 - 8月 - 9月 - 10月 - 11月 - 12月
2012年8月逝世人物列表，是用於匯總2012年8月期間逝世人物的列表。

## 依日期排序

### 8月1日
- 南允貞（韓語：남윤정），58歲，南韓女演員。世界日報、ettoday（页面存档备份，存于）
- 津島恵子，86岁，日本女演员。毎日JP[]

### 8月2日
- 王明祥，50歲，新北市政府警察局三峽分局圳頭派出所所長，因巡邏溺斃。聯合報
- 张炳炎，78岁，中国工程院院士舰船研究设计专家（页面存档备份，存于）

### 8月5日
- 劉永嘉（Donald C. Liu），50歲，美籍華裔醫師、芝加哥大學醫學院附屬醫院小兒外科醫師，拯救溺水兒童不幸溺斃。聯合報、芝加哥大學附醫官網（页面存档备份，存于）
- 黄广孚，76岁，中国烧伤整形外科专家，四川大学华西医院教授。[1]
- 查维拉·瓦尔加斯（西班牙語：Chavela Vargas），93歲，墨西哥歌手。南方都市报

### 8月6日
- 马文·哈姆利奇（英語：Marvin Hamlisch），68岁，好莱坞作曲家。搜狐（页面存档备份，存于）
- 范朝利，99歲，济南军区原副司令員，1955年被授予中將軍銜。新華網（页面存档备份，存于）
- 陳燦林，76歲，六十年代香港足球運動員。香港文匯報（页面存档备份，存于）

### 8月7日
- 施偉賢爵士（英語：Sir John Swaine），80歲，香港立法局前主席、資深大律師。蘋果日報（页面存档备份，存于）、香港政府新聞公報（页面存档备份，存于）、香港賽馬會（页面存档备份，存于）

### 8月9日
- 王在德，95岁，原成都5701厂黨委副書記。四川日报（页面存档备份，存于）

### 8月10日
- 周维善，90岁，中国科学院院士，化学家科學網（页面存档备份，存于）

### 8月11日
- 成奎，30歲，南韓演員，演過《青春禮贊》、《善德女王》等劇。車禍身亡。nownews（页面存档备份，存于）

### 8月12日
- 乔·库伯特（英語：Joe Kubert），85歲，美國漫畫家，塑造出許多超級英雄角色。ettoday（页面存档备份，存于）
- 鍾鼎文，100歲，台灣詩人。聯合報（页面存档备份，存于）

### 8月13日
- 海倫·葛利·布朗（英語：Helen Gurley Brown），90歲，美國女性作家、曾任女性雜誌《柯夢波丹》（Cosmopolitan）總編輯達30年。聯合報
- 廖秀年，100歲，台灣首位國小女校長。中國時報
- 李婷，43歳，《英雄无悔》主演。新浪娛樂（页面存档备份，存于）

### 8月14日
- 章麗霞，38歲，江陰市城南小學學副教導主任。蘋果日報（页面存档备份，存于）
- 顧紀祥副師級上校，45歲，中國衞星海上測控部綜合計劃部副部長。蘋果日報（页面存档备份，存于）
- 周克華，42歲，中國大陸公安部A級通緝犯，苏湘渝持枪抢劫杀人案主犯，被圍捕時遭擊斃身亡。中新網（页面存档备份，存于）
- 林義博，69歲，台灣台中太陽餅老店「太陽堂」第二代老闆。肺癌病逝。nownews（页面存档备份，存于）
- 約翰尼·佩斯基（英語：John Michael Pesky），92歲，曾經是美國職棒大聯盟的球員、曾任美國職棒大聯盟波士頓紅襪總教練（1963年-1964年，1980年）。

### 8月15日
- 哈里·哈里森（英語：Harry Harrison），87岁，美国科幻作家（页面存档备份，存于）
- 呂恩，91岁，中國大陸表演藝術家蘋果日報（页面存档备份，存于）
- 叶祥奎，85岁，中國唯一古龜鱉學專家、中國科學院教授。溫州都市報[永久]

### 8月16日
- 上官亮，本名陳萬里，85岁，台灣兒童節目主持人，因胃癌病逝。聯合報

### 8月17日
- 鍾瑛，本名鍾秀卿，88岁，台灣歌手、演員、主持人和編劇，因癌症逝世。聯合報

### 8月18日
- 蔡耀星，39岁，台灣身障游泳選手，有「獨臂蛙王」之稱。自由時報[永久]
- 傑西·羅布雷多（Jesse Robredo），54歲，中文姓名林炳智，菲律賓內政部長。飛機失事身亡，遺體於21日尋獲。BBC中文網

### 8月19日
- ，68歲，英國電影導演。BBC（页面存档备份，存于）
- 博尔济吉特·旺新，83岁，内蒙古自治区民政厅原副厅长、党组成员，网易新闻中心

### 8月20日
- 山本美香，45歲，日本记者，以战地报道闻名。採訪敍利亞內戰時被敍利亞政府軍襲擊身亡。NHK
- 梅莱斯·泽纳维（拉丁轉寫： Mäläs Zenawi Äsräs），57歲，前埃塞俄比亞總理。美國之音（页面存档备份，存于）
- 潘麗莉，62歲，台灣民謠歌手，歌曲「花戒指」為其代表作。因肺腺癌辭世。自由時報[永久]

### 8月21日
- 威廉·瑟斯頓（英語：William Thurston），65歲，美國數學家，低維拓撲學研究的領袖人物之一，1982年菲爾茲獎得主，皮膚癌病逝。科學美國人(英文)（页面存档备份，存于）

### 8月22日
- 單國璽，89歲，第一位在臺灣產生的樞機主教，天主教高雄教區主教，輔仁大學董事長，肺腺癌病逝。中央社（页面存档备份，存于）
- 林明哲，享年56歲，知名黏土卡通與迪士尼動畫導演、企業家，曾旅居英國、美國、南非、日本、中國。其父林玉發為日本知名卡通科學小飛俠之動畫製作團隊之一，並為第一位將花王洗衣粉帶進台灣市場。林明哲導演於黏土卡通電影界頗具知名度，在台作品有「念經小和尚」、等等，國際並有得獎作品Fairy-tale fantasy。並有作品於美國紐約廣電博物館永久收藏作品，並與奧斯卡三屆得主獲獎者合作。肝癌病逝。與台灣公共電視台長期配合。

### 8月23日
- 成世光，98歲，天主教台南教區主教，臺灣台中市衛道中學校長。天亞社

### 8月24日
- 伊文思爵士（英語：Sir Richard Evans），84歲，英國外交官，英國駐華大使（1984年－1988年）。每日電訊報（页面存档备份，存于）、南華早報（页面存档备份，存于）
- 劉燉亮，66歲，台灣宜蘭縣三星鄉鄉長，肺腺癌病逝。聯合新聞網[]

### 8月25日
- ，82歲，美國太空人、大学教授，人类第一位踏上月球的宇航员。因心血管手术并发症离世。BBC（页面存档备份，存于） 中央廣播電臺
- 帕默·畢思禮（Robert Palmer Beasley），76歲，美國醫學家，在台灣研究B型肝炎，進而促成1984年起出生嬰兒全面接種B肝疫苗。自由時報

### 8月26日
- 葉子，原名葉仲寅，102岁，中国表演藝術家、北京人藝演員。新京報
- 孙林，49岁，中国民族学学者，西藏民族学院民族研究院教授，车祸。[2]
- 张月芬，49岁，中国民族学学者，西藏民族学院民族研究院副教授，车祸。[2]

### 8月27日
- 陶伟，46岁，中国中央电视台足球评论员。人民网（页面存档备份，存于）
- 梁陳蘭，77歲，藝名白香蘭，黑貓歌舞團舞者與歌仔戲演員，因敗血性休克急救無效過世。中國時報
- 耿谆，99岁，中国抗日英雄，花岗暴动的领导者及“花冈索赔案”的首席原告。新華社 Archive.today的存檔，存档日期2013-01-05

### 8月29日
- 谢尔盖·奥夫钦尼科夫（Sergei Ovchinnikov），44岁，俄罗斯国家女排主教练，自杀。新華网
- 布朗尼茲（法語：Paule Bronzini），112岁，法國最長壽老婦。中新社（页面存档备份，存于）

### 8月31日
- 何健華 （Larry Holt-Kentwell），97歲，英國殖民地官員和社會工作者，香港政府社會福利署副署長（1970年－1971年）。Oxford Mail（页面存档备份，存于）

### 日期不詳
- 翁清溪，76歲，台灣作曲家，知名作品有《月亮代表我的心》、《小城故事》等。中時電子報[永久]